# 4e cérémonie des Online Film Critics Society Awards
La 4e cérémonie des Online Film Critics Society Awards (OFCS Awards), décernés par l'Online Film Critics Society a eu lieu le 2 janvier 2001, et a récompensé les films réalisés l'année précédente.

## Les dix meilleurs films de l'année
1. Presque célèbre (Almost Famous)
2. Requiem for a Dream
3. Tigre et Dragon (臥虎藏龍 / Wò Hǔ Cáng Lóng)
4. Dancer in the Dark
5. Traffic
6. Gladiator
7. Quills, la plume et le sang (Quills)
8. Wonder Boys
9. Chicken Run
10. Erin Brockovich, seule contre tous (Erin Brockovich)

## Palmarès

### Meilleur film
- Presque célèbre (Almost Famous)
  - Dancer in the Dark
  - Requiem for a Dream
  - Tigre et Dragon (臥虎藏龍 / Wò Hǔ Cáng Lóng)
  - Traffic

### Meilleur réalisateur
- Darren Aronofsky pour Requiem for a Dream
  - Cameron Crowe pour Presque célèbre (Almost Famous)
  - Ang Lee pour Tigre et Dragon (臥虎藏龍 / Wò Hǔ Cáng Lóng)
  - Steven Soderbergh pour Traffic
  - Lars von Trier pour Dancer in the Dark

### Meilleur acteur
- Tom Hanks pour le rôle de Chuck Noland dans Seul au monde (Cast Away)
  - Christian Bale pour le rôle de Patrick Bateman dans American Psycho
  - Russell Crowe pour le rôle de Maximus Decimus Meridius dans Gladiator
  - Michael Douglas pour le rôle de Grady Tripp dans Wonder Boys
  - Geoffrey Rush pour le rôle du Marquis de Sade dans Quills, la plume et le sang (Quills)

### Meilleure actrice
- Ellen Burstyn pour le rôle de Sara Goldfarb dans Requiem for a Dream
  - Joan Allen pour le rôle de la Sénatrice Laine Hanson, nommée à la vice-présidence dans Manipulations (The Contender)
  - Björk pour le rôle de Selma Jezkova dans Dancer in the Dark
  - Laura Linney pour le rôle de Samantha "Sammy" Prescott dans Tu peux compter sur moi (You Can Count on Me)
  - Julia Roberts pour le rôle de Erin Brockovich dans Erin Brockovich, seule contre tous (Erin Brockovich)

### Meilleur acteur dans un second rôle
- Philip Seymour Hoffman pour le rôle de Lester Bangs dans Presque célèbre (Almost Famous) (ex aequo)
- Benicio del Toro pour le rôle de Javier Rodriguez dans Traffic (ex aequo)
  - Jack Black pour le rôle de Barry dans High Fidelity
  - Willem Dafoe pour le rôle de Max Schreck / le comte Orlok (Nosferatu) dans L'Ombre du vampire (Shadow of the Vampire)
  - Albert Finney pour le rôle de Edward « Ed » Masry dans Erin Brockovich, seule contre tous (Erin Brockovich)
  - Joaquin Phoenix pour le rôle de Commode dans Gladiator

### Meilleure actrice dans un second rôle
- Kate Hudson pour le rôle de Penny Lane dans Presque célèbre (Almost Famous)
  - Jennifer Connelly pour le rôle de Marion Silver (Marianne en VF) dans Requiem for a Dream
  - Elaine May pour le rôle de May, la cousine de Frenchy dans Escrocs mais pas trop (Small Time Crooks)
  - Frances McDormand pour le rôle de Elaine Miller dans Presque célèbre (Almost Famous)
  - Zhang Ziyi pour le rôle de Yu Jiao Long dans Tigre et Dragon (臥虎藏龍 / Wò Hǔ Cáng Lóng)

### Meilleur scénario
- Presque célèbre (Almost Famous) – Cameron Crowe
  - Quills, la plume et le sang (Quills) – Doug Wright
  - Séquences et Conséquences (State and Main) – David Mamet
  - Traffic – Stephen Gaghan
  - Tu peux compter sur moi (You Can Count on Me) – Kenneth Lonergan
  - Wonder Boys – Steve Kloves

### Meilleur film en langue étrangère
- Tigre et Dragon (臥虎藏龍 / Wò Hǔ Cáng Lóng) •  Taïwan  Chine  Hong Kong  États-Unis
  - La Couleur du paradis (en persan : رنگ خدا, Rang-e Khoda) •  Iran
  - La fille sur le pont •  France
  - Shower (洗澡 / Xizao) •  Chine
  - Yi Yi (一 一) •  Taïwan

### Meilleur documentaire
- L'Obscénité et la Fureur (The Filth and the Fury)
  - Dark Days
  - The Eyes of Tammy Faye
  - The Life and Times of Hank Greenberg
  - Un jour en septembre (One Day in September)

### Meilleure photographie
- ''Tigre et Dragon (臥虎藏龍 / Wò Hǔ Cáng Lóng) – Peter Pau
  - Gladiator – John Mathieson
  - O'Brother (O Brother, Where Art Thou? – Roger Deakins
  - Requiem for a Dream – Matthew Libatique
  - Traffic – Steven Soderbergh

### Meilleur montage
- Requiem for a Dream – Jay Rabinowitz
  - Dancer in the Dark – François Gédigier et Molly Marlene Stensgård
  - Gladiator – Pietro Scalia
  - Tigre et Dragon (臥虎藏龍 / Wò Hǔ Cáng Lóng) – Tim Squyres
  - Traffic – Stephen Mirrione

### Meilleure distribution
- Presque célèbre (Almost Famous) – Fairuza Balk, Billy Crudup, Patrick Fugit, Philip Seymour Hoffman, Kate Hudson, Jason Lee, Frances McDormand et Noah Taylor (ex aequo)
- Séquences et Conséquences (State and Main) (ex aequo)
  - Requiem for a Dream
  - Traffic
  - Wonder Boys

### Meilleure musique originale
- Requiem for a Dream – Clint Mansell
  - Dancer in the Dark – Björk
  - Gladiator – Hans Zimmer, Lisa Gerrard et Klaus Badelt
  - O'Brother (O Brother, Where Art Thou? – T-Bone Burnett et Carter Burwell
  - Tigre et Dragon (臥虎藏龍 / Wò Hǔ Cáng Lóng) – Tan Dun

### Meilleur DVD
- Fight Club
  - Gladiator
  - Magnolia
  - Seven (édition collector digipack 2 DVD)
  - Toy Story (édition Ultimate Toy Box)

### Meilleures fonctionnalités spéciales du DVD
- Fight Club
  - Seven (édition collector digipack 2 DVD)
  - Terminator 2 : Le Jugement dernier (édition Ultimate Edition) (Terminator 2: Judgment Day)
  - Toy Story (édition Ultimate Toy Box)

### Meilleur commentaire sur DVD
- Fight Club
  - L'Anglais (The Limey)
  - Gladiator
  - Les Rois du désert (Three Kings)
  - Seven (édition collector digipack 2 DVD)

### Meilleur début / percée cinématographique
- Björk pour le rôle de Selma Jezkova dans Dancer in the Dark
  - Jamie Bell pour le rôle de Billy Elliot dans Billy Elliot
  - Patrick Fugit pour le rôle de William Miller dans Presque célèbre (Almost Famous)
  - Kate Hudson pour le rôle de Penny Lane dans Presque célèbre (Almost Famous)
  - Michelle Rodriguez pour le rôle de Diana Guzman dans Girlfight